# Hechtia pedicellata
Hechtia pedicellata là một loài thực vật có hoa trong họ Bromeliaceae. Loài này được S.Watson mô tả khoa học đầu tiên năm 1891.